# Tri-iodeto de fósforo
Triiodeto de fósforo (PI3) é um sólido vermelho instável que reage violentamente com a água. É um engano comum afirmar que o PI3 é instável demais para ser armazenado; de fato, é disponível comercialmente. é largamente usado em química orgânica para converter álcoois em iodetos de alquila. É ainda um poderoso agente redutor. Note que o fósforo também forma um iodeto inferior, P2I4, mas a existência de PI5 é duvidosa a temperatura ambiente.

## Propriedades
PI3 tem essencialmente momento de dipolo zero em solução no dissulfeto de carbono, porque a ligação P-I tem quase nenhum dipolo. A ligação P-I é também fraca; PI3 é muito menos estável que o PBr3 e o PCl3, com uma entalpia de formação para o PI3 de apenas −46 kJ/ mol (sólido)., frequentemente pela adição de iodo a uma solução de fósforo branco em dissulfeto de carbono:
P4  +  6 I2  →  4 PI3
Alternativamente, PCl3 pode ser convertido em PI3 pela ação do iodeto de hidrogênio ou certos iodetos metálicos.

## Usos
Triiodeto de fósforo é comumente usado no laboratório para a conversão de álcoois primários ou secundários em iodetos de alquila. O álcool é frequentemente usado como o solvente, além de ser o reagente. Geralmente o PI3 é preparado in situ pela reação de fósforo vermelho com iodo na presença de álcool; por exemplo, a conversão de metanol em iodometano:
PI3  +  3 {{CH3OH}}  →  3 {{CH3I}}  +  {{H3PO3}}
Esses iodetos de alquila são compostos úteis para reações de substituição nucleofílica, e para a preparação de reagentes de Grignard.